# 下野花岡駅
下野花岡駅（しもつけはなおかえき）は、栃木県塩谷郡高根沢町大字花岡にある、東日本旅客鉄道（JR東日本）烏山線の駅である。

## 歴史
- 1934年（昭和9年）8月15日：下野花岡駅（しもずけはなおかえき）として開業[2]。
- 1987年（昭和62年）4月1日：国鉄分割民営化により、JR東日本の駅となる[2]。
- 1990年（平成2年）12月1日：読みをしもつけはなおかに改称[2]。
- 2009年（平成21年）3月14日：東京近郊区間に編入される[3]。

## 駅構造
単式ホーム1面1線を有する地上駅。宝積寺駅管理の無人駅である。

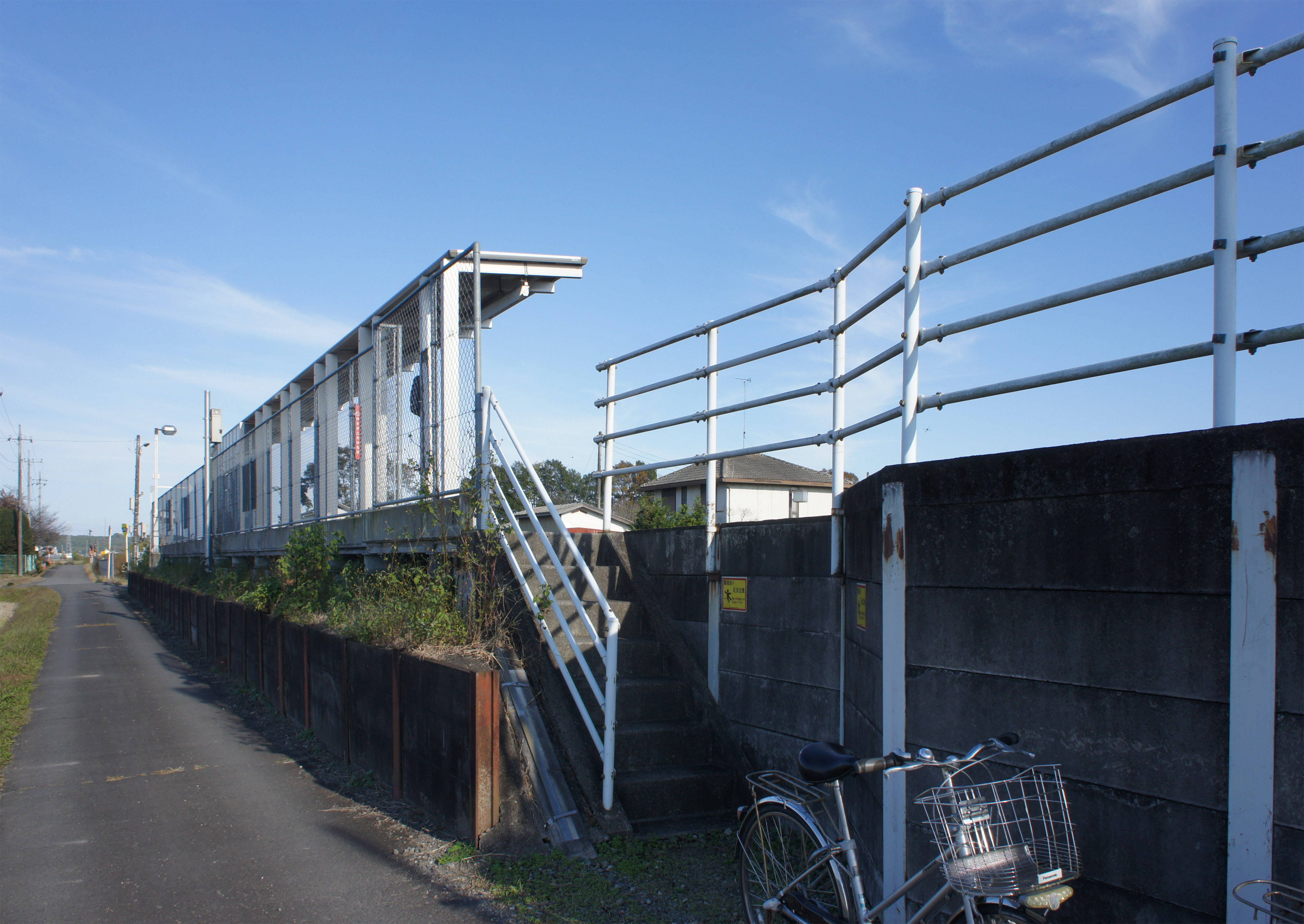
西側駅出入口（2021年10月）

## 利用状況
「栃木県統計年鑑」によると、2008年度（平成20年度）- 2011年度（平成23年度）の年間乗車人員の推移は以下のとおりであった。
| 乗車人員推移       | 乗車人員推移                | 乗車人員推移 |
| 年度               | 年間乗車人員 （単位：千人） | 出典         |
| ------------------ | --------------------------- | ------------ |
| 2008年（平成20年） | 21                          | [ 4 ]        |
| 2009年（平成21年） | 21                          | [ 5 ]        |
| 2010年（平成22年） | 19                          | [ 6 ]        |
| 2011年（平成23年） | 16                          | [ 7 ]        |

## 駅周辺
- 菅又病院
- セブン-イレブン 高根沢花岡店
- 町民広場
- 栃木県道10号宇都宮那須烏山線
- 栃木県道181号上高根沢氏家線
- 五行川
- キリンビール 栃木工場跡 （2010年10月に閉鎖）[1]

## バス路線
「下野花岡駅入口」停留所にて、関東自動車の路線が氏家駅、東武宇都宮駅方面へと発着していたが、廃止された。

## 隣の駅
東日本旅客鉄道（JR東日本）
■烏山線
宝積寺駅 - 下野花岡駅 - 仁井田駅